# Acudits de violes
Els acudits de violes són acudits sobre violes i violistes. Es creu que els acudits de violes van aparèixer al segle xviii, quan les violes sovint tocaven veus senzilles i, per tant, quedaven relegades a músics de menys habilitat.
L'origen de molts d'aquests acudits es podria remuntar a una història d'Itàlia de principis del segle xvii, tot i tractar-se d'una història real:
El violinista Francesco Geminiani va arribar a Londres el 1714, com molts altres músics expatriats que van anar a Anglaterra a finals del segle xvii i principi del segle xviii… De jove, Geminiani havia estat nomenat cap de l'orquestra a Nàpols, on segons l'historiador musical anglès Charles Burney portava un temps tan salvatge i inestable que en comptes de regular i dirigir el grup, provocava una gran confusió, i va ser degradat a tocar la viola.
Els acudits de violes s'expliquen de maneres molt diferents, algunes de les quals només són comprensibles per músics o persones amb coneixements musicals, mentre que d'altres no requereixen cap coneixement especialitzat. Alguns acudits es burlen de la pròpia viola, d'altres es burlen dels violistes, i alguns van en sentit contrari: acudits sobre músics que fan acudits de violes.